# Джадхав, Правин
Правин Рамеш Джадхав (хинди प्रवीण जाधव; род. 6 июля 1996, Сатара, Махараштра) — индийский лучник, соревнующийся в стрельбе из олимпийского лука. Серебряный призёр чемпионата мира 2019 года и участник Олимпийских игр.

## Биография
Джадхав родился 6 июля 1996 года в семье наёмных работников. Его семья жила в хижине у водостока в подверженной засухе деревне Сараде в районе Сатара . В подростковом возрасте Джадхав иногда помогал отцу работать на ферме.
С детства интересовался спортом. Джадхав участвовал в беге на 800 метров на районных соревнованиях, но из-за недоедания у него не хватало выносливости. Школьный учитель Викас Бхуджбал затем взял на себя расходы на обучение Джадхава и правильное питание, что привело к лучшим выступлениям и отбору в школе Крида Парбодхини. Проучившись в течение года в Балевади (Пуна), где улучшал результаты в беге на 800 метров, он перешёл в Амравати, где стал заниматься стрельбой из лука. Джадхав, все ещё физически слабый, испытывал трудности в стрельбе из олимпийского лука, и академия подумывала о том, чтобы исключить его. Затем Бхуджбал попросил помощи у Махеша Палкара, офицера образования, который попросил академию дать Джадхаву последний шанс. Ему дали пять стрел, и Джадхав набрал более 45 очков, что позволило ему остаться в академии.

## Карьера
Джадхав впервые представлял Индию на первом этапе Кубка Азии 2016 года в Бангкоке, где завоевал бронзовую медаль в мужских командных соревнованиях. Позже в том же году он выступил на этапе Кубка мира в Медельине в 2016 году в мужском командном турнире.
На чемпионате мира 2019 года в Хертогенбосе Джадхав входил в состав мужской сборная, которая впервые с 2005 года завоевала медаль, получив право участвовать на Олимпиаде и получить три индивидуальные квоты. Помимо Джадхава, в команду входил Атану Дас и Тарундип Рай. Индийцы обыграли Канаду, занявшую шестое место, и вышли в четвертьфинал, что гарантировало квалификацию на летние Олимпийские игры 2020 года. Затем они обыграли Китайский Тайбэй, занявший третье место после рейтингового раунда, а в полуфинале победили Нидерланды. Несмотря на поражение в финале Китаю, индийцы завоевали серебряную медаль.
На Олимпийских играх в Токио мужская сборная Индии в составе Атану Дас, Правин Джадхав и Тарундип Рай в первом матче командного турнира победили Казахстан со счётом 6:2, но во втором поединке против Кореи уступили всухую и выбыли из борьбы. В индивидуальном первенстве Правин Джадхав в первом раунде победил россиянина Галсана Базаржапова со счётом 6:0, но затем так же всухую уступил американцу Брейди Эллисону в 1/16 финала.

## Вне спорта
Джадхав был принят в индийскую армию по условиям для спортсменов в 2017 году, после того, как его успехи заметил полковник Викрам Дхаял во время Кубка мира 2016 года. По состоянию на 2019 год ему присвоено звание хавальдар.